# بعدا عالبال
  'بعدا عالبال' هو ألبوم من إنتاج 2009 من قبل المغني فضل شاكر، الذي صدر بعد الله أعلم ونزل للبيع في المتاجر في 28 فبراير 2009. ويحتوي الألبوم 10 أغنيات على النحو المبين أدناه، الذي أخرجه سعيد الماروق. وكان الألبوم من أكثر المشاهدات في عام 2009 في مصر والعديد من البلدان العربية.

## الاغاني
- فاكر لما تقوللي (4:59)
- نسيت انساك(4:50)
- جوا الروح مع اليسا(4:28)
- روح	(5:25)
- وافترقنا	(5:11)
- هخلي بالي	(5:42)
- بفكر بالساعات	(4:57)
- مجروح	(5:16)
- بعدا عالبال	(4:08)
- من آخرها	(4:05)